# 巴塞爾鄉村州
巴塞爾鄉村州（德語：Kanton Basel-Landschaft, Baselland, Baselbiet）是瑞士西北邊境內的一個半州，2020年時人口為290,765。曾与巴塞尔城市州同属于巴塞尔州，后因乡村地区分裂而成为两个半州。